# WARM PRAYER
「WARM PRAYER」（ウォーム・プレアー）は、日本の歌手・垣内りかが、R名義で発売した1作目の配信限定シングル。

## 概要
- 愛内里菜としての活動を引退し、垣内りかに改名してからR名義で発売された初の作品。
- 愛内里菜名義のそれぞれのラスト作品である、32ndシングル「HANABI」や、8thアルバム『LAST SCENE』の制作に参加した石井健太郎が、作曲・編曲・プロデュース・レコーディングを担当している。また、レコーディング自体は2016年末には終了しており、当初は2017年内のリリースを予定していた[1]
- 作詞はRが担当しているが、愛内里菜名義の作品とは異なり、先に詞を書き上げてから曲を付ける「詞先」の方式が採られている。
- レコチョクでは、発売翌日のハイレゾアルバムのデイリーランキングおよび発売初週(4月11日〜17日)のウィークリーランキングともに1位を獲得した。
- 2018年8月4日には、CDも発売。

## 収録曲
1. WARM PRAYER (祈りver) [5:11]
  - 作詞：R / 作曲・編曲：石井健太郎
2. WARM PRAYER (温もりver) [5:50]
  - 作詞：R / 作曲・編曲：石井健太郎

### CD
1. WARM PRAYER
  - 作詞：R / 作曲・編曲：石井健太郎
2. WARM PRAYER instrumental
3. WARM PRAYER 祈りver. instrumental
4. WARM PRAYER 温もりver. instrumental